# Mesophthalma mirita
Mesophthalma mirita is een vlindersoort uit de familie van de prachtvlinders (Riodinidae), onderfamilie Riodininae.
Mesophthalma mirita werd in 1853 beschreven door Herrich-Schäffer.